# Eleições presidenciais de 2016 no Seixal

## Resultados Oficiais
| Candidato               | Candidato                | Votos   | %               |
| ----------------------- | ------------------------ | ------- | --------------- |
|                         | Marcelo Rebelo de Sousa  | 26 345  | 38,92 / 100,00  |
|                         | António Sampaio da Nóvoa | 20 135  | 29,75 / 100,00  |
|                         | Marisa Matias            | 8 589   | 12,69 / 100,00  |
|                         | Edgar Silva              | 5 751   | 8,50 / 100,00   |
|                         | Maria de Belém Roseira   | 2 982   | 4,41 / 100,00   |
|                         | Vitorino Silva           | 1 682   | 2,48 / 100,00   |
|                         | Paulo de Morais          | 1 608   | 2,38 / 100,00   |
|                         | Henrique Neto            | 366     | 0,54 / 100,00   |
|                         | Jorge Sequeira           | 138     | 0,20 / 100,00   |
|                         | Cândido Ferreira         | 96      | 0,14 / 100,00   |
| Votos Inválidos         | Votos Inválidos          | 1 591   | 2,29 / 100,00   |
| Total                   | Total                    | 69 283  | 100,00 / 100,00 |
| Eleitorado/Participação | Eleitorado/Participação  | 135 196 | 51,25 / 100,00  |

## Resultados por Freguesia
Os resultados dos candidatos por freguesia foram os seguintes:
| Freguesia                                | %     | %     | %     | %     | %    | %    | %    | %    | %    | %    | Votantes |
| Freguesia                                | MRS   | ASN   | MM    | ES    | MBR  | VS   | PM   | HN   | JS   | CF   | Votantes |
| ---------------------------------------- | ----- | ----- | ----- | ----- | ---- | ---- | ---- | ---- | ---- | ---- | -------- |
| Amora                                    | 37,89 | 30,97 | 11,89 | 8,59  | 5,36 | 2,38 | 2,13 | 0,47 | 0,19 | 0,13 | 20 013   |
| Corroios                                 | 41,38 | 30,38 | 12,12 | 6,38  | 3,92 | 2,25 | 2,71 | 0,55 | 0,20 | 0,12 | 22 189   |
| Fernão Ferro                             | 43,41 | 28,60 | 12,22 | 5,25  | 4,36 | 2,93 | 2,21 | 0,58 | 0,27 | 0,17 | 7 978    |
| Seixal, Arrentela e Aldeia de Paio Pires | 35,26 | 28,20 | 14,39 | 12,22 | 3,98 | 2,68 | 2,32 | 0,59 | 0,19 | 0,17 | 19 103   |
| Seixal                                   | 38,92 | 29,75 | 12,69 | 8,50  | 4,41 | 2,48 | 2,38 | 0,54 | 0,20 | 0,14 | 69 283   |

### Amora
| Candidato               | Candidato                | Votos  | %               |
| ----------------------- | ------------------------ | ------ | --------------- |
|                         | Marcelo Rebelo de Sousa  | 7 430  | 37,89 / 100,00  |
|                         | António Sampaio da Nóvoa | 6 072  | 30,97 / 100,00  |
|                         | Marisa Matias            | 2 331  | 11,89 / 100,00  |
|                         | Edgar Silva              | 1 685  | 8,59 / 100,00   |
|                         | Maria de Belém Roseira   | 1 052  | 5,36 / 100,00   |
|                         | Vitorino Silva           | 467    | 2,38 / 100,00   |
|                         | Paulo de Morais          | 417    | 2,13 / 100,00   |
|                         | Henrique Neto            | 93     | 0,47 / 100,00   |
|                         | Jorge Sequeira           | 37     | 0,19 / 100,00   |
|                         | Cândido Ferreira         | 25     | 0,13 / 100,00   |
| Votos Inválidos         | Votos Inválidos          | 404    | 2,02 / 100,00   |
| Total                   | Total                    | 20 013 | 100,00 / 100,00 |
| Eleitorado/Participação | Eleitorado/Participação  | 41 359 | 48,39 / 100,00  |

### Corroios
| Candidato               | Candidato                | Votos  | %               |
| ----------------------- | ------------------------ | ------ | --------------- |
|                         | Marcelo Rebelo de Sousa  | 8 981  | 41,38 / 100,00  |
|                         | António Sampaio da Nóvoa | 6 594  | 30,38 / 100,00  |
|                         | Marisa Matias            | 2 630  | 12,12 / 100,00  |
|                         | Edgar Silva              | 1 384  | 6,38 / 100,00   |
|                         | Maria de Belém Roseira   | 850    | 3,92 / 100,00   |
|                         | Paulo de Morais          | 588    | 2,71 / 100,00   |
|                         | Vitorino Silva           | 489    | 2,25 / 100,00   |
|                         | Henrique Neto            | 119    | 0,55 / 100,00   |
|                         | Jorge Sequeira           | 44     | 0,20 / 100,00   |
|                         | Cândido Ferreira         | 26     | 0,12 / 100,00   |
| Votos Inválidos         | Votos Inválidos          | 484    | 2,18 / 100,00   |
| Total                   | Total                    | 22 189 | 100,00 / 100,00 |
| Eleitorado/Participação | Eleitorado/Participação  | 41 424 | 53,57 / 100,00  |

### Fernão Ferro
| Candidato               | Candidato                | Votos  | %               |
| ----------------------- | ------------------------ | ------ | --------------- |
|                         | Marcelo Rebelo de Sousa  | 3 375  | 43,41 / 100,00  |
|                         | António Sampaio da Nóvoa | 2 223  | 28,60 / 100,00  |
|                         | Marisa Matias            | 950    | 12,22 / 100,00  |
|                         | Edgar Silva              | 408    | 5,25 / 100,00   |
|                         | Maria de Belém Roseira   | 339    | 4,36 / 100,00   |
|                         | Vitorino Silva           | 228    | 2,93 / 100,00   |
|                         | Paulo de Morais          | 172    | 2,21 / 100,00   |
|                         | Henrique Neto            | 45     | 0,58 / 100,00   |
|                         | Jorge Sequeira           | 21     | 0,27 / 100,00   |
|                         | Cândido Ferreira         | 13     | 0,17 / 100,00   |
| Votos Inválidos         | Votos Inválidos          | 204    | 2,56 / 100,00   |
| Total                   | Total                    | 7 978  | 100,00 / 100,00 |
| Eleitorado/Participação | Eleitorado/Participação  | 14 205 | 56,16 / 100,00  |

### Seixal, Arrentela e Aldeia de Paio Pires
| Candidato               | Candidato                | Votos  | %               |
| ----------------------- | ------------------------ | ------ | --------------- |
|                         | Marcelo Rebelo de Sousa  | 6 559  | 35,26 / 100,00  |
|                         | António Sampaio da Nóvoa | 5 246  | 28,20 / 100,00  |
|                         | Marisa Matias            | 2 678  | 14,39 / 100,00  |
|                         | Edgar Silva              | 2 274  | 12,22 / 100,00  |
|                         | Maria de Belém Roseira   | 741    | 3,98 / 100,00   |
|                         | Vitorino Silva           | 498    | 2,68 / 100,00   |
|                         | Paulo de Morais          | 431    | 2,32 / 100,00   |
|                         | Henrique Neto            | 109    | 0,59 / 100,00   |
|                         | Jorge Sequeira           | 36     | 0,19 / 100,00   |
|                         | Cândido Ferreira         | 32     | 0,17 / 100,00   |
| Votos Inválidos         | Votos Inválidos          | 499    | 2,61 / 100,00   |
| Total                   | Total                    | 19 103 | 100,00 / 100,00 |
| Eleitorado/Participação | Eleitorado/Participação  | 38 208 | 50,00 / 100,00  |